# Jean Randrianjatavo
Jean Randrianjatavo (ur. 25 listopada 1936) – madagaskarski lekkoatleta, długodystansowiec.
Brał udział w igrzyskach w 1964, na których wystartował w biegu na 5000 m. Odpadł w pierwszej rundzie zajmując ostatnie, 11. miejsce w swoim biegu eliminacyjnym z czasem 15:50,4 s. Wynik ten jest jego rekordem życiowym. Był najstarszym Madagaskarczykiem na tych igrzyskach.